# Izrael világörökségi helyszínei
Izrael területéről eddig 9+1 helyszín került fel a világörökségi listára, (Jeruzsálem óvárosa Jordánia javaslatára), tizennyolc további helyszín a javaslati listán várakozik a felvételre.  
| | Akko óvárosa |
| 2001 |              |
| Kulturális (II)(III)(V) |              |
| Védett terület: 63,3 ha, puffer zóna: 22,99 ha, hivatkozás: 1042 |              |
| Akko történelmi kikötővárosa volt a keresztesek utolsónak megmaradt települése a Szentföldön, amit 1291-ben vesztettek el. A Jeruzsálemi Királyság egykori fővárosának maradványai megtalálhatók a 18-19. századi ottomán erődváros utcaszintje alatt a fölött is. A marasványokból rekonstruálható a település szerkezete ami szinte minden városnál jobban érzékelteti a keleti és nyugati kultúrák közötti kapcsolatot. A keresztes állam bukása után mamlúk és beduin uralom alatt állt, majd a 18. században török fennhatóság alá került. Az óváros az iszlám várostervezés klasszikus példája, ma is álló emlékein felismerhető a kulturális keveredés. A 16. században lerombolták, a 18. században kezdődtek rekonstrukciós munkái amikor a kikötőt és a környékét teljesen átépítették. A 19. században egy gazdasági fellendülésnek köszönhetően a tehetős kereskedők részére hatalmas, neoklasszicista stílusú kúriákat építettek. Az óváros látképét a Hán el-Umdán karavánszeráj óratornya és a Szinán pasa-mecset uralja, jelentős emlékek a vallási helyek, köztük a Dzsazár-mecset (18. század) és a keresztes korból származó ispotályos negyed benne egy nagyméretű citadellával. |              |

| | Maszada régészeti lelőhelye |
| 2001 |                             |
| Kulturális (III)(IV)(VI) |                             |
| Védett terület: 276 ha, puffer zóna: 28 965 ha, hivatkozás: 1040 |                             |
| A Holt-tengerre néző erődítmény Izrael ősi királyságának és elpusztításának szimbóluma. A Nagy Heródes idejében épült erőd 441 méter magasan áll egy sziklás fennsíkon. Egy palotaegyüttesnek épült ahol i. e. 73-ban a Róma elleni első zsidó felkelés idején ezer ellenálló elbarikádozta magát és öngyilkosságot követett el. A palota északi része a jelenlegi formájában az i. e. 1. század végéről származik, ekkor épült az erőd nagy része javarészt három természetes teraszon. A felső szinten főleg lakóterület volt míg a két alsón oszlopos csarnokok álltak. A nyugati részen egy udvar körül háló- és fogadószobák, kiszolgáló helyiségek és gazdag mozaikpadlókkal illetve festéssel díszített szertartási helyiségek álltak. Az erődöt védőfal zárja körül amelyet tornyokkal erősítettek meg. Az épületegyüttesnek három bejárata volt. Figyelemre méltóak a rómaiak által az ostromhoz használt, majd a helyszínen hagyott hadigépek és a katonai táborok maradványai. Az erődöt csak 1838-ban fedezték fel újra, a hely a zsidók elnyomás elleni harcának jelképe lett. |                             |

| | Tel-Aviv, Fehér Város |
| 2003 |                       |
| Kulturális (II)(IV) |                       |
| Védett terület: 140,4 ha, puffer zóna: 197 ha, hivatkozás: 1096 |                       |
| Tel-Avivot 1909-ben alapították azért, hogy itt biztosítsanak lakóhelyet a brit mandátum alatt álló Palesztinába költözött zsidó bevándorlóknak. Kialakításánál az 1930-as évek elejétől 1948-ig a skót Sir Patrick Geddes várostervei alapján dolgoztak, a részleteket olyan Bauhaus-szemléletű építészek dolgozták ki, akik korábban Európában dolgoztak. A „Fehér várost” kertvárosnak tervezték, az eredmény egy „nagy léptékű Bauhaus” lett, bár nem mindegyik építész követte a dessaui és a weimari Bauhaus elveket. A többnyire fehér homlokzatok mögött sokszor egyszerű lakások húzódnak meg, egyes épületeken Le Corbusier és Erich Mendelsohn hatása is felismerhető a helyi viszonyokra alkalmazva. Az épületek jellegzetessége, hogy az Európában alkalmazott nagyobb üvegfelületeket keskenyebb, csíkszerű ablaknyílásokkal helyettesítették alkalmazkodva a helyi klimatikus viszonyokhoz. A városban körülbelül négyezer Bauhaus vagy klasszikus modern stílusú épület van, több mint a világ bármely más városában. |                       |

| | Bibliai lelőhelyek – Megiddó, Hácór, Beér-Seva |
| 2005 |                                                |
| Kulturális (II)(III)(IV)(VI) |                                                |
| Védett terület: 96,04 ha, puffer zóna: 604 ha, hivatkozás: 1108 |                                                |
| Izrael több mint kétszáz úgynevezett tell-települése közül Megiddó, Hácór és Beér-Seva a három legjelentősebb és amelyek komoly bibliai kapcsolatokkal rendelkeznek. A Kármel-hegy közelében található Meggidó az egyik legerősebb város volt Kánaánban és Izraelben. Az i. e. 3. és 2. évezredben az Egyiptom és Mezopotámia közötti útvonalat ellenőrizte. Az ásatások során húsz településréteget tártak fel. A város ivóvizét a halom aljáról fakadó forrásból biztosították amelyhez nyolcvan méter hosszú vízvezetéket építettek. A feltárt romok közé tartoznak Salamon király legendás istállójának maradványai is. A közel 200 hektáron elterülő Hácór volt a három település közül a legnagyobb, az i. e. 2. évezredben lakosainak száma elérhette a 20 000 főt is. Megmaradt emlékei a felsőváros és a védőfal nélküli alsóváros maradványai. Beér-Seva falmaradványai egy tervszerűen megépített városra utalnak, végleges formája nem fokozatos fejlődés eredménye volt. I. e. 1100-tól már megerősített hely volt. Az ovális alaprajzú települést utakkal három egyforma méretű lakónegyedre osztották, az utcák a főtérre vezettek, a város bejárata egy délre nyíló kapu volt. |                                                |

| | A tömjénút városai a Negev-sivatagban (Haluza, Mamshit, Avdat és Shivta) |
| 2005 |                                                                          |
| Kulturális (III)(V) |                                                                          |
| Védett terület: 6 655 ha, puffer zóna: 63 868 ha, hivatkozás: 1107 |                                                                          |
| A világörökségi helyszín a Tömjénút melletti ősi városokat (Haluza, Mamsit, Avdat és Shivta), valamint erődöket és karavánszerájokat foglal magába. Az egypúpú teve i. e. 3. századi, teherhordás céljára való háziasítása után új áruszállítási lehetőség nyílt meg és fellendült a kereskedelem az Arab-félsziget és a Földközi-tenger között. A tömjén- és mirhakereskedelem főleg az i. e. 3. és az i. sz. 2. század között virágzott, a rómaiak hatalmas mennyiséget vásároltak fel belőle füstölőkhöz, gyógyászati célokra és kozmetikumokhoz. Az itteni kereskedelem legnagyobb haszonélvezői a nabateusok voltak, Petra volt egyik legfontosabb központjuk. A sivatagon átvezető majdnem kétezer kilométeres út megtételéhez szükség volt a nabateusok speciális tudására. A helyszínhez tartozó városok a Negev-sivatagban helyezkednek el, legszebb emlékeik az i. e. 3. és az i. sz. 2. század közé datálhatók. A maradványok, köztük Avdat kiterjedt romterülete és a Nekarot-erőd romjai a tömjénkereskedelem fontosságát tükrözi. |                                                                          |

| | Bahái szent helyek – Haifa és Nyugat-Galilea |
| 2008 |                                              |
| Kulturális (III)(VI) |                                              |
| Védett terület: 62,58 ha, puffer zóna: 254,7 ha, hivatkozás: 1220 |                                              |
| A világörökségi helyszínhez tizenegy helyen elszórtan álló összesen huszonhat épület vagy emlékmű tartozik, többségük egy haifai kertben található. Az iszlám síita ágából kinőtt, 1844-ben Iránban alapított testvériséget és egyenlőséget hirdető bahái hitnek a becslések szerint világszerte körülbelül 5 millió követője van. Irán vallási és világi vezetői az alapítók ellen fordultak, egyiküket kivégezték, másikukat száműzték. A helyszín épületei, emlékművei az alapítókhoz kötődnek, így a vallás követői számára fontos zarándokhelyek. Világközpontjukat a haifai Karmel-hegyen és annak körzetében alakították ki. Legfontosabb épületük a kivégzett Báb (Szejed Ali Mohamed) kupolás mauzóleuma, amelyhez egy hosszú, 19 teraszon végighúzódó lépcsőn lehet feljutni. A szent helyeken látványos kerteket alakítottak ki, a haifai kert része a mauzóleumon kívül egy neoklasszicista igazgatási épület, egy levéltár valamint vallási/oktatási célra használt épületek. A vallás másik jelentős emlékműve az 1892-ben akkói száműzetésben elhunyt Baháalláh (Mirzá Hoszejn-Ali Núri) akkói síremléke. |                                              |

| | Kármel-hegyi barlangok: Nahal Me’arot / Vádi el-Mugára |
| 2012 |                                                        |
| Kulturális (III)(V) |                                                        |
| Védett terület: 54 ha, puffer zóna: 370 ha, hivatkozás: 1393 |                                                        |
| A helyszínhez a Karmel-hegy nyugati lejtőin nyíló négy barlang tartozik. Kilencven évnyi régészeti kutatás páratlan, az emberi fejlődés félmillió évnyi időszakából tárt fel itt emlékeket. Az 54 hektáros helyszínen a barlangokban, az előttük álló (egy völgyre nyíló) teraszokon előkerült legkorábbi emlékek az alsó paleolitikumra datálhatók. A neandervölgyi és a kora modern ember is megtelepedett a környéken. Az Acheuli (félmillió évvel ezelőtti) a Moustier- (250 000 – 45 000 évvel ezelőtti) és később a Natúf-korban (15 000 – 11 500 évvel ezelőtt) is lakott volt. A feltárt leletek között vannak temetkezési helyek, a kőépítészet korai formái és a vadászó-gyűjtögető életformáról a mezőgazdasági termelésre való áttérés nyomai. A helyszínen 1928 óta folynak kutatások, a publikált eredmények hozzájárulnak az emberi fejlődés tanulmányozásához és Levante korai történetének rekonstruálásához. |                                                        |

| | Bét Guvrin és Maresha barlangjai |
| 2014 |                                  |
| Kulturális (V) |                                  |
| Védett terület: 259 ha, hivatkozás: 1370 |                                  |
| A helyszín egy régészeti lelőhely, amely mintegy 3500 a mészkőbe vágott kamrából áll Maresha és Bét Guvrin ősi ikervárosa alatt és környékén. Az ember által kialakított kamrák és üregek hálózata szinte egy várost alkot a városok alatt. Az üregek közel kétezer éven keresztül használatban voltak. Először csak a kövek bányászatakor alakultak ki üregek, később ezeket különböző mezőgazdasági és ipari célokra is használták. Volt olyan ahol olajprés üzemelt, volt köztük galambdúc, istálló, vízgyűjtő és csatorna, fürdő, temetkezési hely, kultuszhely és zavarosabb időszakokban búvóhely is. A település az Egyiptomot Mezopotámiával összekötő kereskedelmi út mellett feküdt, az üregek az i. e. 8. századtól (a város alapításától) az i. sz. 12. századig, a keresztes hadjáratokig voltak használatban. Néhány nagyobb üregnek csúcsíves mennyezete van, esetenként tartóoszlopokat is használtak. A helyszín jó állapotban őrződött meg, viszont veszélyt jelent rá a vízbeszivárgás ami a kamrák mennyezetének omlásához vezethet. |                                  |

| | Bet She’arim nekropolisza |
| 2015 |                           |
| Kulturális (II)(III) |                           |
| Védett terület: 12,2 ha, puffer zóna: 64,3 ha, hivatkozás: 1471 |                           |
| Beth She'arim kiterjedt nekropoliszát az i. sz. 2. században kezdték el kialakítani a Haifa közelében lévő mészkősziklákban. Nem sokkal később, a Bar Kohba-felkelés leverése után a Jeruzsálemen kívüli legjelentősebb zsidó temetővé vált. A sírhelyek kialakítására nagymértékben hatott a klasszikus római művészet, ez emberábrázolásokban, feliratokban és jellegzetes díszítőelemekben nyilvánult meg. Falaikon több nyelven (többek között görög, arámi, héber) írt feliratokat azonosítottak ami a környék kiterjedt kulturális kapcsolatait bizonyítja a Kis-Ázsiával, Mezopotámiával és a nyugati államokkal. A temetőt a 6. századig használták, utána nem törődtek vele. Jelenleg a katakombák egy része látogatható, a temetőt és környékét nemzeti parkká nyilvánították. |                           |

## Javasolt helyszínek
| Név                                                                                                  | Kép | Típus      | Kritérium             | Év   | Hiv. |
| --- | --- | ---------- | --------------------- | ---- | ---- |
| Liftah, tradicionális hegyi falu                                                                     |     | kulturális | II, III, V            | 2015 |      |
| Ein Kerem és kultúrtája                                                                              |     | kulturális | II, III, V, VI        | 2015 |      |
| Nagy-hasadékvölgy – vándorlási útvonalak – Hula-völgy                                                |     | természeti | -                     | 2004 |      |
| Makhteshim térség                                                                                    |     | vegyes     | -                     | 2001 |      |
| Dan háromíves kapuja és a Jordán forrásai                                                            |     | vegyes     | IV, VI, VII, X        | 2000 |      |
| Galilea korai zsinagógái                                                                             |     | kulturális | III, VI               | 2000 |      |
| Jézus és az apostolok galileai útvonala                                                              |     | kulturális | III, VI               | 2000 |      |
| A Galileai-tenger és ókori települései                                                               |     | vegyes     | -                     | 2000 |      |
| Horvat Minnim                                                                                        |     | kulturális | IV                    | 2000 |      |
| Arbel, Nebe Szueb, Hattin szarva                                                                     |     | vegyes     | -                     | 2000 |      |
| Degania és Nahalal                                                                                   |     | kulturális | V, VI                 | 2000 |      |
| Bet She'an                                                                                           |     | kulturális | II, IV, V, VI         | 2000 |      |
| Caesarea Maritima                                                                                    |     | kulturális | II, IV, V, VI         | 2000 |      |
| Ramle fehér mecsete                                                                                  |     | kulturális | II, IV                | 2000 |      |
| Jeruzsálem (a Jordánia által felterjesztett Jeruzsálem óvárosa és a Városfal helyszín kiterjesztése) |     | kulturális | I, II, III, IV, V, VI | 2000 |      |
| Karkom-hegy                                                                                          |     | kulturális | III, V                | 2000 |      |
| Timna                                                                                                |     | vegyes     | -                     | 2000 |      |
| Keresztes erődök: Montfort, Belvoir, Atlit, Arszúf                                                   |     | kulturális | IV, V, VI             | 2000 |      |